# Gnamptogenys dammermani
Gnamptogenys dammermani är en myrart som först beskrevs av Wheeler 1924.  Gnamptogenys dammermani ingår i släktet Gnamptogenys och familjen myror. Inga underarter finns listade i Catalogue of Life.